# Handianus ephedrinus
Handianus ephedrinus är en insektsart som beskrevs av Alexander Fyodorovich Emeljanov 1964. Handianus ephedrinus ingår i släktet Handianus och familjen dvärgstritar. Inga underarter finns listade i Catalogue of Life.